# Magín Marcé Segarra
Magín Marcé Segarra (Villanueva y Geltrú, 29 de abril de 1880 - Sabadell, 3 de febrero de 1967) fue un político español, alcalde del municipio de Sabadell en 1934 y 1936.

## Biografía
Estudió en los escolapios y en la Escuela de Artes y Oficios de Villanueva y Geltrú. A los 12 años su padre lo llevó a Sabadell para ser aprendiz de cerrajero. Empezó trabajando en un pequeño taller metalúrgico y después a los que serían talleres Desveus. Formado en el ideario anarcosindicalista, fue compañero de militancia de Teresa Claramunt, Ángel Pestaña, Salvador Seguí o Juan Peiró en la Confederación Nacional del Trabajo (CNT).
Después de la Semana Trágica de 1909, Marcé decidió irse a París y estuvo allí dos años. Cuando regresó a Sabadell, dejó el oficio de cerrajero y se dedicó un tiempo a la venta ambulante de café a domicilio hasta que traspasó el negocio a su sobrino del café Lírico. Marcé entonces arrendó el café El Diluvio, que era centro de encuentro de gente de izquierdas y fue refugio estratégico durante la huelga general de 1917, y lo regentó durante muchos años. Incluso alquiló una parte del inmueble al Bloque Obrero y Campesino cuando se acababa de constituir. 
En representación del Círcol Republicano Federal (CRF), el 1 de febrero de 1934 fue nombrado alcalde por unanimidad del consistorio, con un equipo de gobierno que incluía a ERC y a USC. Como consecuencia de la proclamación del Estado Catalán de 1934, el consistorio fue suspendido de sus funciones por la autoridad militar. Después del triunfo del Frente Popular en las elecciones del 16 de febrero de 1936, Marcé volvió a la alcaldía, pero apenas pasados tres meses pidió ser relevado del cargo por motivos de salud y lo sustituyó Juan Miralles.
En enero de 1939, casi al final de la guerra civil española, Marcé se exilió a Francia. Regresó en 1940, por insistencia del alcalde José María Marcet, que avalaba su regreso, porque durante la guerra había acogido y protegido en su casa a varias personas que eran objeto de persecución por sus creencias.

## Homenajes
Una plaza del barrio de Can Feu de Sabadell lleva su nombre desde 1993.